# Иннсмутская глина
«Иннсмутская глина» (англ. Innsmouth Clay) — рассказ американского писателя Говарда Филлипса Лавкрафта, который после его смерти дописал Август Дерлет. Вошел в сборник «Тёмные твари» издательства «Arkham House» 1971 года.  

## Сюжет

Отдельно отпечатанная в «Arkham House» иллюстрация к повести «Тень над Иннсмутом».

Осенью 1927 года скульптор Джеффри Кори возвращается из Парижа домой и снимает коттедж на побережье к югу от Иннсмута. Кори состоял в родстве с Маршами, которые вели уединенный образ жизни из-за физиологических отличий, приписывающих им родство с островитянами. В феврале 1928 года в Иннсмуте произошли массовые аресты жителей, владеющих пакгаузами, что ходили в рейс в южную часть Тихого океана. Тогда военные корабли сбросили глубинные бомбы неподалёку от Рифа Дьявола. Это вызвало такое потрясение в морской пучине, что шторм вынес на берег странную голубую глину. Кори накопал этой голубой глины и начал лепить скульптуру «Морской Богини» (англ. Sea Goddess) с жабрами и перепонками на ногах, образ которой являлся ему во снах. Кори начал описывать в дневнике сны, в которых он видел город Р'льех и Великого Ктулху. Кори рассказывает об этом своему другу Кену.  
Иннсмут, при всем своем бедственном положении, таил в себе некое очарование, пред которым не смог бы устоять ни один любитель археологии или архитектуры. В баре на Вашингтон-стрит Кори расспросил старого Сета Эйкинса про Аркхем, Ньюберрипорт и Иннсмут. По его словам, Марши выглядели столь плохо, что не выходили из дома и еще они очень подолгу плавали в океане. Кто бы не болтал о Маршах, вскоре бесследно исчезал. Капитан Обед Марш плавал к Канакам на Понапе и тогда моряки взяли себе в жены женщин из племени глубоководных. Они тогда привезли с собой каменные статуэтки неведомых тварей из морской бездны. Ост-Индийцы и Марши основали Орден Дагона. С тех пор дети начали исчезать. В народе шептались о человеческих жертвоприношениях, потому что в тот период исчезло множество людей, но никого из Маршей, Джилменов, Уэйтов или Элиотов не пропал. 
Сет Эйкинс рассказал, что у Джетро Марша были жабры и он жил в море. Похожие сплетни ходили и про некоторых из Уэйтов, Ойлмэнов, Джилменов и Элиотов. Полиция тогда не смогла арестовать Маршей; они все бросились в океан и исчезли, но ни одного из тел не нашли. В ходе беседы сполз шарф, закрывавший шею Кори от прохладного мартовского воздуха, открыв эти причудливые рубцы на его шее, которые были у него с детства. Эйкинс заметил разрезы на шее Кори и сразу бросился наружу, издав вопль отчаяния. Кори удивился и продолжил поиски.

Кори начали сниться родственники, а после он отправился на берег океана, где его в последний раз видели люди. Отпечатки его ног нашли в остатках загадочной глины. Кори оставил завещание, по которому Кен получал всю недвижимость. 17 апреля Кен подплыл к Рифу Дьявола и заметил в воде огромное волнение, поверхность моря забурлила и вспенилась
Из-под воды всплыли неведомые обитатели моря (англ. Sea-dweller). При свете вечерней зари в волнах мелькали чудища, похожие и на рыб и на людей. Все они держались подальше от моей лодки — все, кроме одной пары. Это были женщина весьма необычной окраски — цвета той самой голубой глины — и мужчина. Существа плескались в волнах, ныряли и всплывали на поверхности, а потом одно из них, приблизившись к лодке, бросило на меня внимательный взгляд и вдруг, с трудом двигая челюстями, гортанно прохрипело: «Кен!» — после развернулось и ушло на глубину, оставив меня в полной уверенности, что передо мной только что мелькнуло морское существо (англ. Sea-thing) с лицом Джеффри Кори. Оно до сих пор снится мне.

## Персонажи
Кен (англ. Ken) — рассказчик, друг скульптора Джеффри.
Джеффри Кори (англ. Jeffrey Corey) — сравнительно молодой человек, без малого 40 лет, шести футов ростом. У него была гладкая, чистая кожа лица, без усов и бороды, хотя, волосы на голове были длинные, как это принято среди художников в Латинском квартале Парижа. У него были очень яркие голубые глаза, резко очерченный рот и худое лицо со впалыми щеками выделяли его в любой толпе. У него с детства были странные складки кожи под подбородком, за ушами и на шее. При этом, Кори вовсе не был уродом — наоборот, его необычное с тонкими чертами лицо оказывало какое-то гипнотическое воздействие на большинство людей, которые находили его просто очаровательным. Кори происходил из знатной семьи, находящейся в некотором родстве с семьей Маршей. Персонажи по фамилии Кори появляется в рассказе «Ужас Данвича».
Сет Эйкинс (англ. Seth Akins) — старик со сморщенным лицом и мутными глазами, под шапкой нечесаных седых волос. Один из старейших жителей Иннсмута и завсегдатай бара. 
Капитан Обед Марш (англ. Cap’n Obed Marsh) — самый легендарный предок Маршей. В прошлом веке владел суднами и возил товары в Южные моря. Привёз оттуда кого-то вроде женщин, и спрятал их в большом доме, что специально построил для них. Затем у Маршей рождались дети с этим странным взглядом и они подолгу плавали у Рифа Дьявола. Обед женился на одной из тех женщин, а потом некоторые молодые Марши отправились на Ост-Индию, в Понапу и вернулись с новыми женщинами. Владел бригом «Колумбия» и «Хетти», и барком «Королева Суматры». 

## Связь с другими произведениями
В повести «Тень над Иннсмутом» жителей Иннсмута вступают в сговор с расой глубоководных, а также описана история Обеда Марша.
В рассказе «Дагон» появляется Дагон.
В рассказе «Зов Ктулху» описан культ Ктулху в Новом Орлеане и город Р'льех, где появляется Великий Ктулху.
В рассказе «Ужас в Ред Хуке» описана морская ведьма, которая основала подпольный культ Лилит в Бруклине.